# Angele Tomo
Angele Pascaline Tomo, née le 11 avril 1989 à Yaoundé, est une lutteuse camerounaise.

## Carrière
Elle remporte aux Championnats d'Afrique de lutte 2013 à N'Djaména la médaille d'or en moins de 72 kg. En 2014, elle est médaillée d'argent des moins de 69 kg aux Championnats d'Afrique à Tunis et aux Jeux du Commonwealth à Glasgow.